# 西藏扭藿香
西藏扭藿香（学名：Lophanthus tibeticus）为唇形科扭藿香属下的一个种。

## 扩展阅读
- 維基物種上的相關：西藏扭藿香